# 三山秀昭
三山 秀昭（みやま ひであき、1946年11月12日 - ）は日本の実業家で、広島テレビ放送の最高顧問。読売新聞社の出身で、かつては読売巨人軍（読売ジャイアンツ）の球団代表や、広島テレビの代表取締役社長と会長を務めていた。

## 略歴
富山県の生まれで、早稲田大学法学部卒業後の1969年（昭和44年）に読売新聞社へ入社すると、報道記者として千葉支局に配属された。
読売新聞東京本社編集局政治部の記者を経て、正力亨（当時は読売巨人軍のオーナー）の秘書へ転身すると、1978年（昭和53年）に江川卓を巨人へ入団させることを画策。前年（1977年）のNPBドラフト会議でクラウンライターライオンズの1位指名を受けながら、入団を固辞したうえで巨人への入団を視野に「野球浪人」（南カリフォルニア大学野球部の練習生）という道を選んでいた江川に対して、日本プロ野球（NPB）ドラフト会議への参加球団に関する当時の野球協約（「ドラフト会議での単独指名や、指名の重複による抽選を経て入団交渉権を獲得した選手とは、翌年のドラフト会議の前々日まで交渉を認める」という趣旨の規定）を逆手に取る格好で「空白の一日」（1978年NPBドラフト会議の前日）に読売巨人軍との間で入団契約を結ぶことを提案した。江川は契約翌日のドラフト会議（巨人は不参加）で阪神タイガースから単独で1位に指名されたものの、本人による入団拒否の意向や金子鋭（当時のNPBコミッショナー）からの「強い要望」などを背景に、翌1979年（昭和54年）の春季キャンプ前日（1月31日）に「小林繁との交換トレード」という形で巨人へ入団。三山も事後処理を無難に進めたことから、読売グループ幹部の渡邉恒雄の知遇を得て、政治部デスク、政治部次長、社長室の秘書部長、政治部長、経理局長などの要職を歴任した。その間には、ロナルド・レーガンによるアメリカ合衆国大統領在任中の全期間（2期8年）にわたって、首都のワシントンD.C.で特派員を務めている。
2002年（平成14年）からは、読売新聞東京本社の執行役員を務める一方で、日本政府（当時は小泉純一郎内閣）の税制調査会に「特別委員」として参加。2003年（平成15年）9月9日付で、読売巨人軍の球団代表に就任した。当時の巨人では渡邊が球団のオーナーを務めていたが、渡邊にとって「懐刀」に当たる三山が球団代表に就いてからは、戦力の補強や原辰徳（当時の一軍監督）の采配などをめぐって本人と渡邊・三山の間に確執が生じていたという。結局、日本学生野球憲章の第13章2項に抵触する「一場事件」（明治大学の硬式野球部員だった一場靖弘に対する「栄養費」名目での金銭の支給）が2004年（平成16年）のレギュラーシーズン中に発覚したことを受けて、同年8月13日付で渡邊と共に引責辞任。三山自身は、読売テレビ放送の社長室長や取締役を経て、2008年（平成20年）から札幌テレビ放送で専務取締役を務めていた。
2011年（平成23年）6月22日付で、広島テレビ放送の代表取締役社長に就任。
2014年（平成26年）には、1945年（昭和20年）8月6日に世界で初めて原子爆弾（原爆）を投下された広島市への訪問を投下国（アメリカ合衆国）の現職大統領（2014年の時点ではバラク・オバマ）に要請すべく、広島テレビの事業として「オバマへの手紙」というプロジェクトを立ち上げた。自身も、読売新聞社のワシントン特派員時代に築いたアメリカ政界関係者との人脈を通じて、オバマによる広島への訪問を水面下で打診。2015年（平成27年）には、市民から寄せられた1,400人分の「オバマへの手紙」を、ホワイトハウスでアメリカ国家安全保障会議（NSC）の高官に手渡した。その際の高官との面談で「原爆の投下に対する謝罪をオバマに求めない」との考えを伝えたところ、2016年（平成28年）5月27日には、オバマによる現職大統領としては初めての公式訪問が実現した。三山はこの結果を受けて、実現までの経緯を綴った著書『オバマへの手紙 ヒロシマ訪問秘録』を執筆（同年9月21日に文春新書から刊行）。その一方で、2017年（平成29年）以降は、広島テレビ放送の会長、顧問、最高顧問を務めている。
2024年（令和6年）春の叙勲で旭日小綬章受章。

## 著書

### 単著
- 『世界最古の「日本国憲法」―徹底検証・憲法』（潮書房光人新社、2016年5月24日初版刊行、ISBN 978-4769816218）
- 『オバマへの手紙 ヒロシマ訪問秘録』（文春新書、2016年9月21日初版刊行、ISBN 978-4166610952）
- 『広島じゃけぇ、「中国」じゃないけぇ。』（南々社、2017年11月30日初版刊行、ISBN 978-4864890717）
- 『ブランチにニュースなコラムを』（南々社、2022年7月5日初版刊行、ISBN 978-4864891448）
- 『世界のリーダー185人　ヒロシマ、ナガサキで発した「言葉」』（南々社、2022年12月7日初版刊行、ISBN 978-4864891547）

### 共著
- 『ゴルバチョフのソ連』（読売新聞社、1987年2月1日初版刊行、ISBN 978-4643870145）
  - 「読売新聞ソビエト取材団」名義で刊行。
- 『平成改元』（行研出版局、1989年6月1日初版刊行、ISBN 978-4905786740）
- 『日米安保三十年―ニューデタントと日本の安全保障』（行研出版局、1991年11月1日初版刊行、ISBN 978-4905786832）
- 『政　まつりごと』（読売新聞社、1996年10月1日初版刊行、ISBN 978-4643961201）
  - 以上3冊は、当時在籍していた「読売新聞政治部」名義で刊行。
- 『日本と世界これからどうなる―90年代への8つの視点』（PHP研究所、1988年3月1日初版刊行、ISBN 978-4569222004）
- 『十年後の衝撃―2001年・日本と世界に何が始まる』（PHP研究所、1992年3月1日初版刊行、ISBN 978-4569535883）
  - 以上2冊は舛添要一と「プロジェクト3D」による共著書で、「プロジェクト3D」のメンバーの1人として執筆。